# Musée ethnographique régional de Plovdiv
Le Musée ethnographique régional de Plovdiv ( bulgare : Регионален етнографски музей — Пловдив, Regionalen etnografski muzey — Plovdiv ) est un musée d'ethnographie à Plovdiv, en Bulgarie. Depuis 1938, il se situe dans la maison de 1847 du marchand Argir Kuyumdzhioglu, dans la vieille ville. Le musée présente six expositions, chacune dans une salle séparée.

## Histoire
Bien qu'il ait été prévu d'installer un musée d'ethnographie à Plovdiv dès 1891, ce n'est qu'en 1917 qu'un musée régional a été créé par les  efforts de Stoyu Shishkov, un universitaire et journaliste habitant Plovdiv. Shishkov est alors le premier secrétaire du musée et le seul employé. En 1931-1932, la collection de cinq cents objets est transférée à la Bibliothèque nationale et au musée de Plovdiv. En 1938, le musée rouvre en tant que maison muséale municipale par le maire de Plovdiv, Bozhidar Zdravkov, et prend place dans la maison Kuyumdzhioglu. Le musée est officiellement rouvert le 104 octobre 1943[pas clair] ; en 1949, la Maison-musée municipale devient le Musée ethnographique populaire. Une exposition permanente est organisée en 1952 et révisée en 1962.
De nos jours, le musée ethnographique régional de Plovdiv possède une collection de plus de 40 000 pièces réparties entre l'agriculture, l'artisanat, les tissus et vêtements, le mobilier et l'intérieur, les instruments de musique, les objets religieux et les œuvres d'art. En outre, le musée dispose d'archives savantes, d'une bibliothèque et d'archives photographiques.

## Bâtiment

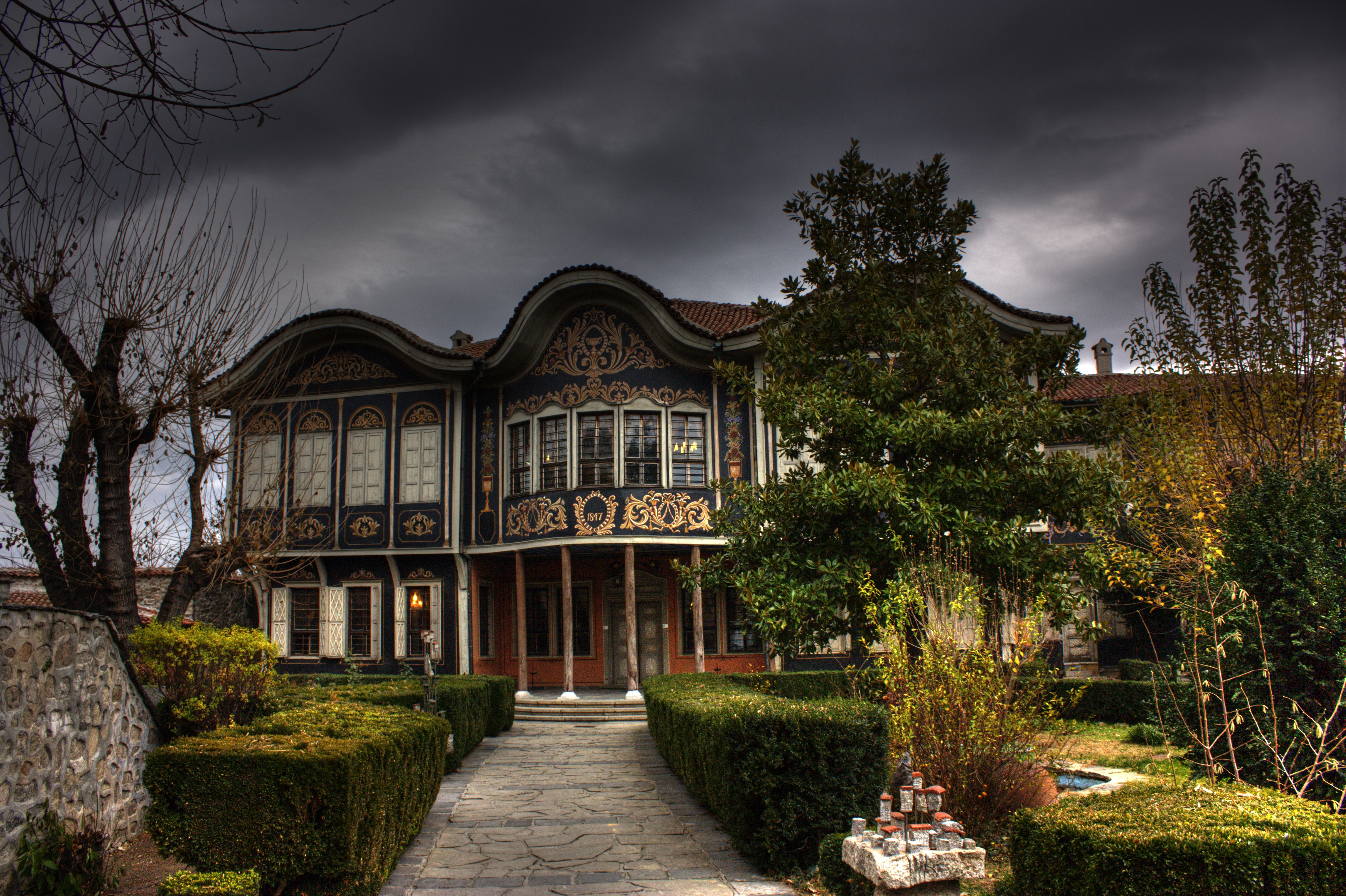
Le musée ethnographique régional de Plovdiv occupe la maison Kuyumdzhioglu de 1847.

La maison Kuyumdzhioglu, maison du musée, a été construite en 1847 pour un marchand de Plovdiv, Argir Hristov Kuyumdzhioglu. C'était un négociant qui possédait une entreprise à Vienne. La maison est construite par Hadzhi Georgi, du village rhodopéen du Kosovo, et est décrite comme un excellent exemple de l'architecture baroque du milieu du XIXe siècle à Plovdiv. La maison possède une façade symétrique ; elle a deux étages  sur son côté ouest et quatre étages sur son côté est, employant la dénivellation naturelle. La maison Kuyumdzhioglu se trouve près de la porte est de la vieille ville de Plovdiv, la porte de la forteresse (Хисар капия, Hisar kapia), et s'étend sur 570 mètres carrés. Elle compte douze chambres et salons aérés. La décoration intérieure et extérieure de la maison repose sur des motifs floraux sophistiqués. Le plafond de chaque chambre est en bois sculpté. La maison a une cour intérieure avec un jardin,.
Après la libération de la Bulgarie de la domination ottomane en 1878, Argir Kuyumdzhioglu quitta Plovdiv pour s'installer à Vienne. De 1898 à 1902, la maison sert de pension de jeunes filles. Par la suite, elle est utilisée par l'usine de chapellerie de Garabet Karagyozyan comme entrepôt de farine et comme usine de vinaigre. En 1930, elle est acquise par le marchand de tabac bulgare, Antonio Colaro (Antonii Kolarov de Rouse) . Colaro a l'intention de démolir la maison et de construire un entrepôt de tabac, mais la municipalité de Plovdiv le lui interdit. La municipalité rachète la maison en 1938, procède à des rénovations et organise le musée,.

## Galerie

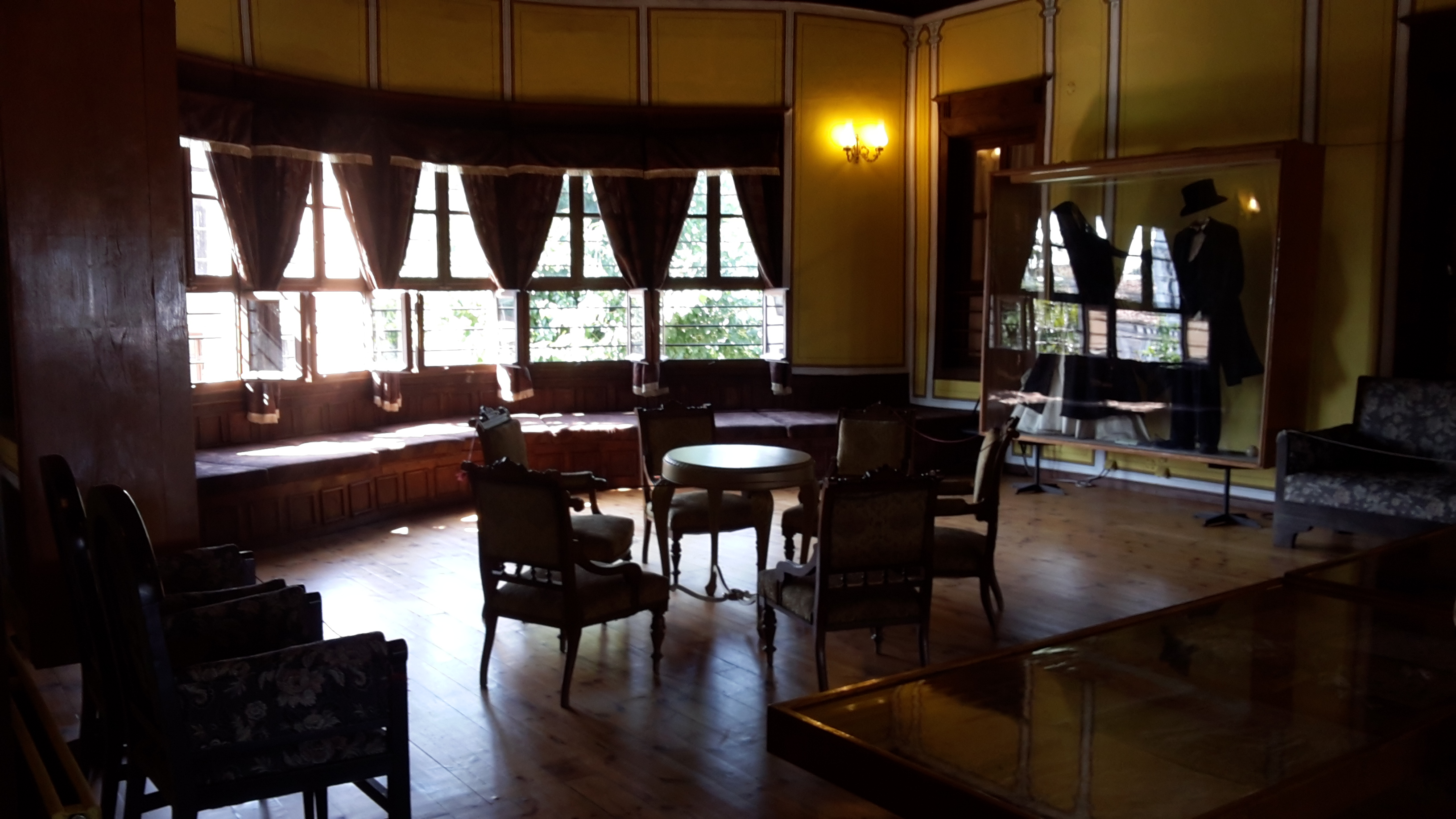
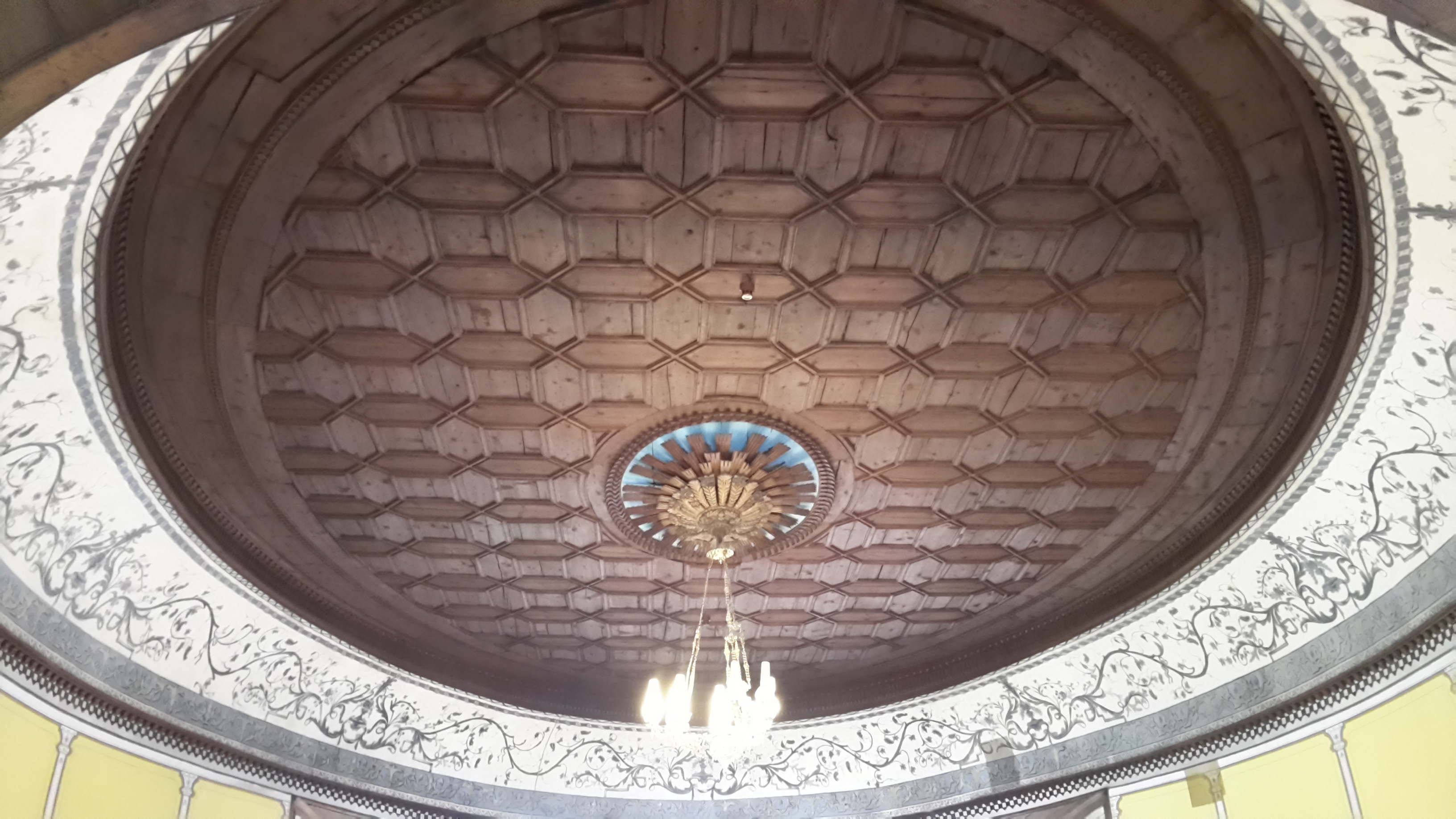
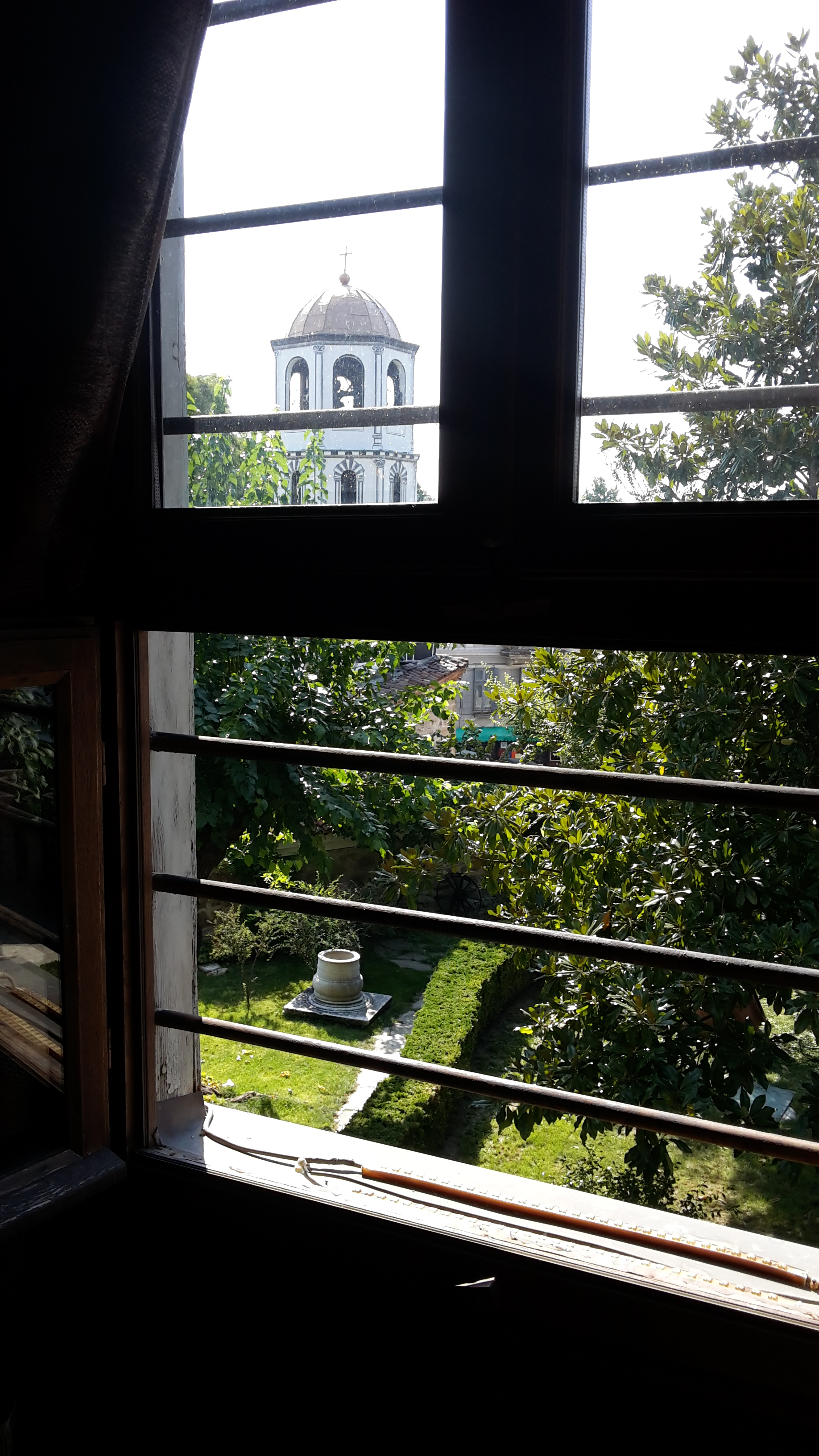